# Mošník (Slanské vrchy)
Mošník (911,1 m n. m.) je vrch ve střední části Slanských vrchů. Nachází se ve stejnojmenném podcelku, přibližně 12 km jihozápadně od Vranova nad Topľou.

## Poloha
Nachází se ve střední části pohoří, v centrální části geomorfologického podcelku Mošník. Vrch leží na hranici Košického a Prešovského kraje, rozhraní okresů Košice-okolí, Trebišov a Vranov nad Topľou a zasahuje na katastrální území obcí Vyšná Kamenica, Dargov a Banské. Přibližně 2 km severně leží Herlianské sedlo (661 m n. m.).

## Popis
Nejvyšší vrch podcelku Mošník leží v hlavním hřebeni pohoří a pokrývá ho smíšený les. Rozsáhlý masiv má protáhlou vrcholovou plošinu v severo-jižním směru, na níž je vybudována telekomunikační věž s výškou 46,86 m, sloužící pro účely letecké navigace. Vrcholová část je přístupná lesní cestou, odbočující z silnice II/576 v Herlianském sedle, nacházejícím se severním směrem. Jižní okraj masivu vymezuje sedlo Mošník. Sousedními dominantními vrchy jsou na jihu ležící Lazy (859 m n. m.), na východě Strechový vrch (778 m n. m.) a severně ležící Črchlina (899 m n. m.). Východní svahy odvodňuje říčka Olšava do Topľy, západně situované části Mošníka odvádějí vodu Svinickým potokem k řece Olšavě.

### Výhledy
Zalesněný vrchol ztěžuje výhled, ale z vhodných lokalit poskytuje daleký rozhled. Díky značné nadmořské výšce jsou viditelné mnohé vrchy pohoří a široké nížinaté okolí. Z pohoří se při vhodných podmínkách na horizontu objevují Zemplínské vrchy, Vihorlatské vrchy, Čergov, Branisko, Vysoké a východní část Nízkých Tater, Čierna hora a Volovské vrchy.

## Přístup
- po  červené značce:
  - ze severu z Herlianského sedla (silnice II/576)
  - z jižního směru ze sedla Mošník v hlavním hřebeni
- po  žluté značce z Dargova přes Spálenu stráň
- po  modré značce z Vyšné Kamenice přes sedlo Mošník[2]